# Spanische Badminton-Mannschaftsmeisterschaft 2023/24
Die Spanische Badminton-Mannschaftsmeisterschaft 2023/24 war die 38. Auflage der Teamtitelkämpfe in Spanien. Sie startete am 23. September 2023 und endete am 20. April 2024. Meister wurde CB IES La Orden.

## Gruppe A

### Teams
| Team                               | Ort                   | Spielstätte                               |
| ---------------------------------- | --------------------- | ----------------------------------------- |
| CB IES La Orden                    | Huelva                | Polideportivo Andrés Estrada              |
| Grupo ANT Paracuellos              | Paracuellos de Jarama | Polideportivo de Paracuellos de Jarama    |
| CB Oviedo                          | Oviedo                | Polideportivo Corredoria Arena            |
| Club Bádminton Ravachol Pontevedra | Pontevedra            | Centro Gallego de Tecnificación Deportiva |
| CB Pitiús                          | Ibiza                 | Polideportivo Insular Blancadona          |

### Vorrunde
|   | Team                  | Punkte | J | G | P | PG | PP | JF  | JC  | PF   | PC   |
| - | --------------------- | ------ | - | - | - | -- | -- | --- | --- | ---- | ---- |
| 1 | CB IES La Orden       | 18     | 8 | 6 | 2 | 42 | 14 | 138 | 67  | 2038 | 1556 |
| 2 | Ravachol Pontevedra   | 18     | 8 | 6 | 2 | 32 | 24 | 106 | 86  | 1636 | 1635 |
| 3 | CB Pitiús             | 15     | 8 | 5 | 3 | 34 | 22 | 120 | 78  | 1834 | 1592 |
| 4 | CB Oviedo             | 9      | 8 | 3 | 5 | 24 | 32 | 89  | 104 | 1635 | 1711 |
| 5 | Grupo ANT Paracuellos | 0      | 8 | 0 | 8 | 8  | 48 | 38  | 156 | 1326 | 1975 |

## Gruppe B

### Teams
| Team                     | Ort          | Spielstätte                                |
| ------------------------ | ------------ | ------------------------------------------ |
| CB Arjonilla             | Arjonilla    | Pabellón Municipal de Arjonilla            |
| Club Bádminton Rinconada | La Rinconada | Pabellón Fernando Martín                   |
| Granada GRUPO TORRES     | Granada      | Complejo Deportivo Núñez Blanca            |
| CB San Fernando          | Valencia     | Pabellón Fuensanta                         |
| CB Alicante              | Alicante     | Centro de Tecnificación Deportiva Alicante |

### Vorrunde
|   | Team            | Punkte | J | G | P | PG | PP | JF  | JC  | PF   | PC   |
| - | --------------- | ------ | - | - | - | -- | -- | --- | --- | ---- | ---- |
| 1 | CB Rinconada    | 21     | 8 | 7 | 1 | 41 | 15 | 131 | 63  | 1853 | 1517 |
| 2 | CB Arjonilla    | 12     | 8 | 4 | 4 | 27 | 29 | 104 | 105 | 1882 | 1847 |
| 3 | CB San Fernando | 12     | 8 | 4 | 4 | 27 | 29 | 100 | 101 | 1740 | 1803 |
| 4 | Granada Torres  | 9      | 8 | 3 | 5 | 22 | 34 | 81  | 123 | 1707 | 1925 |
| 5 | CB Alicante     | 6      | 8 | 2 | 6 | 23 | 33 | 92  | 116 | 1812 | 1902 |

## Halbfinale
| Team 1          | Ergebnis | Team 2              | Hin | Rück |
| --------------- | -------- | ------------------- | --- | ---- |
| CB IES La Orden | 1-0      | CB Arjonilla        | 6-1 | -    |
| CB Rinconada    | 1-0      | Ravachol Pontevedra | 6-1 | -    |

## Finale
| Team 1          | Ergebnis             | Team 2       | Hin | Rück |
| --------------- | -------------------- | ------------ | --- | ---- |
| CB IES La Orden | 7-7 (24-24, 439-410) | CB Rinconada | 3-4 | 4-3  |